# Bara Ndiaye
Bara Ndiaye (11 de febrero de 1973) es un deportista senegalés que compitió en judo. Ganó una medalla en los Juegos Panafricanos de 2007, y dos medallas en el Campeonato Africano de Judo en los años 2004 y 2005.

## Palmarés internacional
| Juegos Panafricanos | Juegos Panafricanos          | Juegos Panafricanos | Juegos Panafricanos |
| Año                 | Lugar                        | Medalla             | Categoría           |
| ------------------- | ---------------------------- | ------------------- | ------------------- |
| 2007                | Argel (Argelia)              | Medalla de plata    | –100 kg             |
| Campeonato Africano |                              |                     |                     |
| Año                 | Lugar                        | Medalla             | Categoría           |
| 2004                | Túnez (Túnez)                | Medalla de bronce   | –100 kg             |
| 2005                | Puerto Elizabeth (Sudáfrica) | Medalla de plata    | –100 kg             |